# Герб Ямпільського району
Герб Я́мпільського райо́ну — офіційний символ Ямпільського району Сумської області, затверджений 2 лютого 2004 року чотирнадцятою сесією Ямпільської районної ради двадцять четвертого скликання.

## Опис
Геральдичний щит — прямокутник із закругленими знизу кутами й загострений у центральній частині. Геральдичне поле герба розділене на три нерівнозначні частини. Верхня частина — поле малинового кольору, що становить п'яту частину щита по висоті, де розташовано з боків два хрести — символи християнства й козацької слави наших предків.
Середня частина щита блакитного кольору з піктограмою ялини — символу хвойних лісів, які найпоширеніші на території району. У середній частині внизу — вузька біла стрічка, що являє собою головну річку району — Івотку.
Нижня частина геральдичного щита — поле зеленого кольору, яке становить 1/3 частину щита по висоті, що відповідає наявності території лісових насаджень у районі, з овалом жовтого кольору в центрі. На ньому розташована символіка поштових перевезень, так званих ям, звідки і походить, за легендою, назва селища.

## Критика герба
На гербі району присутній найдивніший і найнезрозуміліший з історичної точки зору символ – символ поштових перевезень. Версія про те, що Ямпіль походить від слова «ям» (поселення при новоствореній поштовій станції) не витримує жодної критики. По-перше, про це немає жодного підтвердження в історичних джерелах, а по-друге, Ямпіль до двадцятих років ХХ століття мав назву Янпіль і жодного слова «ям» у його назві не було. Скоріш за все розробники герба взяли за основу легенду, яка стосувалась іншого Ямполя в Україні.

## Історія

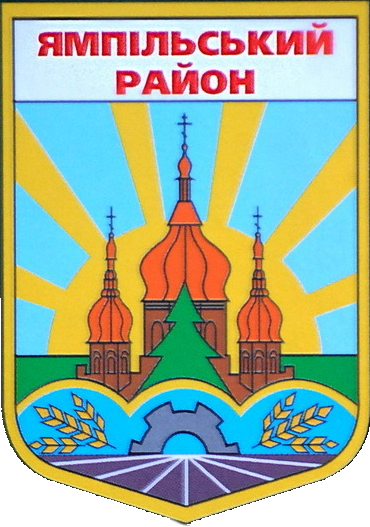
Попередній варіант герба

За часів незалежності перша спроба розробити символіку Ямпільського району була зроблена в 2000-х роках, коли на обкладинці першої книги про Ямпільщину – «Зелен край» з’явилось зображення нового герба, пізніше його навіть зобразили на стенді перед районною державною адміністрацією.
Цей герб являв собою зображення ялинки на фоні ямпільського Спасо-Преображенського храму та сонця, що сходить. У нижній частині герба зображено поле, колоски та промислова «шестигранка». Це зображення мало дуже привабливий вигляд, але не відповідало правилам геральдики. Тож від його використання поступово відмовились.